# Anton Pázmán
Anton Pázmán (12. června 1887 Hronská Dúbrava – 16. října 1941) byl slovenský a československý politik, meziválečný poslanec a senátor Národního shromáždění za Hlinkovu slovenskou ľudovou stranu.

## Biografie
V parlamentních volbách v roce 1925 získal poslanecké křeslo v Národním shromáždění. Profesí byl podle údajů k roku 1926 učitelem v Podkriváni.
Později přešel do horní parlamentní komory. V parlamentních volbách v roce 1935 získal senátorské křeslo v Národním shromáždění za Hlinkovu slovenskou ľudovou stranu, respektive za širší opoziční formaci Autonomistický blok. V senátu setrval do jeho zrušení v roce 1939.